# Xochiltepec (Chiapas)
Xochiltepec es una localidad del estado mexicano de Chiapas. Es parte del municipio de Tuzantán.

## Toponimia
El nombre «Xochiltepec» proviene de los términos en náhuatl xochitl, flor; tepetl, cerro. Su significado es «cerro de las flores».

## Demografía
| Gráfica de evolución demográfica |
|                                  |

| Censo | Población |
| ----- | --------- |
| 1921  | 33        |
| 1930  | 472       |
| 1940  | 545       |
| 1950  | 714       |
| 1960  | 1 465     |
| 1970  | 816       |
| 1980  | 1 158     |
| 1990  | 1 799     |
| 2000  | 2 001     |
| 2010  | 2 563     |
| 2020  | 2 570     |